# Piotr Korytko
Piotr Korytko herbu Jelita (zm. 1558) – podstarości lwowski w latach 1557–1558, sędzia grodzki lwowski w latach 1551–1557, sędzia grodzki przemyski w 1551 roku, podczaszy lwowski w latach 1550–1558.
Poseł na sejm warszawski 1556/1557 roku z ziemi lwowskiej.